# 20日
20日（はつか、にじゅうにち）は、暦上の各月における20日目である。
各月の20日については下記を参照。
- 1月20日 - 1月20日 (旧暦)
- 2月20日 - 2月20日 (旧暦)
- 3月20日 - 3月20日 (旧暦)
- 4月20日 - 4月20日 (旧暦)
- 5月20日 - 5月20日 (旧暦)
- 6月20日 - 6月20日 (旧暦)
- 7月20日 - 7月20日 (旧暦)
- 8月20日 - 8月20日 (旧暦)
- 9月20日 - 9月20日 (旧暦)
- 10月20日 - 10月20日 (旧暦)
- 11月20日 - 11月20日 (旧暦)
- 12月20日 - 12月20日 (旧暦)

## 記念日・年中行事
- 五十日（ 日本） ※5か0のつく日および月末
- ワインの日（ 日本）
日本ソムリエ協会が1994年に制定。フランス語で「ワイン」と「20」がともに「ヴァン」と言うことから。
- マイカーチェックデー（ 日本）
阪神間7市が提唱。